# Eopseuma phyllotrapezium
Eopseuma phyllotrapezium is een tweekleppigensoort uit de familie van de Chamidae. De wetenschappelijke naam van de soort is voor het eerst geldig gepubliceerd in 1996 door Matsukuma.
Rechter en linker klep van hetzelfde exemplaar:

Rechter Klep
Linker Klep